# Lepanthes hermansii
Lepanthes hermansii là một loài thực vật có hoa trong họ Lan. Loài này được Luer mô tả khoa học đầu tiên năm 1995.